# Битва на Пчельне
Битва на Пчельне — сражение в ходе восстания Болотникова, произошедшее в мае 1607 года близ Калуги. Окончилось тяжёлым поражением войск царя Василия Шуйского.

## Общая обстановка
После неудачной осады Москвы болотниковцы отступили на юг и заперлись в Калуге, которую с декабря 1606 года осадили воеводы Шуйского. Осаду то и дело пытались прорвать извне другие силы повстанцев, относившиеся к Лжепетру и связанным с ним видным деятелям восстания. Их борьба с правительственными войсками шла с переменным успехом. В битве под Венёвом примкнувший к повстанцам князь Андрей Телятевский смог одержать победу, однако затем царские воеводы нанесли «ворам» поражения в битвах на Вырке и под Серебряными Прудами. Эти поражения повстанцы компенсировали победами в битве под Тулой и битве под Дедиловом. Однако их наиболее крупным успехом на данном этапе восстания стала битва на Пчельне. Она явилась результатом второго похода войск восставших на Калугу, предпринятого «царевичем» Петром с целью оказать помощь осаждённому Болотникову. Во главе войска, шедшего к Калуге, был поставлен князь Телятевский.

## Сражение
Правительство Василия Шуйского чрезвычайно серьёзно отнеслось к наступлению повстанцев на Калугу и мобилизовало для отпора Телятевскому не только три полка из состава войск, стоявших под Калугой, но также и «всех людей» из полков князя Ивана Воротынского, стоявших под Алексином. Однако, несмотря на это, царские полки были наголову разбиты «в селе на Пчельне» близ Калуги. В числе погибших были родовитые князья Борис Татев и Андрей Черкасский. Согласно Конраду Буссову, в царском войске было множество убитых и попавших в плен. Значительную роль в исходе сражения сыграл переход на сторону восставших «заборских казаков», сдавшихся в плен в подмосковном Заборье в декабре 1606 года при осаде Москвы и затем, после присяги Шуйскому, включённых в состав войск, осаждавших Калугу.

## Последствия
Получив известие о поражении царских полков на Пчельне, Болотников произвёл со всеми своими силами вылазку из Калуги и заставил деморализованных воевод Шуйского бежать из-под города. Осада была снята. В дальнейшем, как Телятевский, так и Болотников пошли на соединение с «царевичем» Петром в Тулу, однако потерпели не менее сокрушительное поражение в битве на Восьме.